# Synopeas anunu
Synopeas anunu (лат.) — вид платигастроидных наездников из семейства Platygastridae. Папуа (остров Новая Гвинея). Название происходит от слова «anunu» на языке Manam означающего «тень». Эпитет применяется к этому виду, поскольку он похож на S. klingunculum, отличаясь силуэтом или тенью мезоскутеллярного шипа.

## Описание
Мелкие перепончатокрылые насекомые чёрного цвета, ноги светлее. Длина 1,3—1,9 мм. Голова этого вида в основном покрыта морщинистой макроскульптурой, а нотаули имеют отчетливые бороздки, что характерно для Synopeas klingunculum. Мезоскутеллярный шип S. anunu длинный и толстый, его длина более чем в два раза превышает толщину в середине. Synopeas klingunculum имеет среднескутеллярный шип, более «бородавчатый», его длина лишь немного превышает его толщину при виде сбоку. Скульптура латеральной переднеспинки у S. klingunculum имеется дорсально и отсутствует вентрально, с гладкой полосой впереди тегулы. Эта гладкая полоса отсутствует у S. anunu. Кроме того, эпомиальный киль S. klingunculum заканчивается ямкой сзади, а у S. anunu — нет. Предположительно, как и близкие виды, паразитоиды двукрылых насекомых галлиц. Вид был впервые описан в 2021 году немецким энтомологом Jessica Awad (State Museum of Natural History Stuttgart, Штутгарт, Германия).